# IGoogle

iGoogle (ранее Google Personalized Homepage и Google IG) — служба Google, является настраиваемой стартовой страницей на базе AJAX, личным интернет-порталом (также как и Netvibes, Pageflakes, My Yahoo! или Windows Live Personalized Experience). Сервис запущен в мае 2005 года. Среди функций есть возможность добавления новостных лент и гаджетов Google (аналогичных тем, которые доступны на Google Desktop).
30 апреля 2007 год служба была переименована в iGoogle. К 17 октября 2007 сервис был переведён на 42 языка и существовал с доменными именами более чем 70 стран. К февралю 2007 года iGoogle использовали 7,1 миллионов человек, к апрелю 2008 года 20 % посетителей стартовой страницы Google пользовались iGoogle. IGoogle прекратил работу с 1 ноября 2013 г., а её мобильная версия – 31 июля 2012 г .

## Функции

### Гаджеты
Гаджеты іGoogle - это динамическое веб-содержимое, которое можно встроить на веб-страницу. Их можно добавлять и активно взаимодействовать с персонализированной домашней страницей Google iGoogle и приложением Google Desktop, а также с Google Wave и Сайтами Google. Гаджеты iGoogle для взаимодействия с пользователем используют API Гаджетов Google. Некоторые мини-приложения, разработанные для Google Desktop, также могут быть использованы в рамках iGoogle. API Гаджетов Google является открытыми, и каждый может создать гаджет для своих целей.
Возможно создание гаджета, не использующего API гаджетов Google. Гаджеты разработаны так, что могут быть открыты для друзей и семьи. Особые гаджеты должны быть созданы с помощью онлайн-мастера и должны быть одного из следующих типов:
- «Framed Photo» — показывает серию фотографий,
- «GoogleGram» — создание специальных сообщений дня,
- «Daily Me» — содержит настроения и чувства пользователя,
- «Free Form» — вставляет любые изображения или текст,
- «YouTube Channel» — отображает видео из канала YouTube,
- «Personal List» — позволяет пользователю создать список,
- «Countdown» — таймер с обратным отсчётом времени,
- «Daily Literary Quote» — выводит литературные цитаты от ModeRoom Press.

В начале 2009 года в левую часть страницы iGoogle был добавлен «чат», чтобы пользователь не должен был для этого заходить на Gmail.

### Темы
В iGoogle пользователи могут выбрать тему из множества уникальных, разработанных как самими Google, так и пользователями.

### Artist themes
С апреля 2008 года Google начал предлагать темы, нарисованными профессиональными художниками.

## Экспериментальная версия iGoogle
8 июля 2008 Google объявил о начале тестирования новой версии iGoogle, в которой были заменены некоторые функции. Например, вкладки были заменены навигацией с левой панели, добавлен чат, canvas-view гаджет для просмотра RSS. Пользователи для тестирования были избраны, после входа в систему они увидели уведомление со ссылкой на короткое описание и на форумы, где было разъяснено[кто?], что отказаться от тестирования нельзя. Это было сделано в качестве «научного контроля», то есть чтобы исключить лишние факторы. Не было никакой информации о продолжительности исследований. Многие[кто?] были недовольны таким подходом и невозможностью отказаться.
16 октября 2008 Google объявила о запуске новой версии iGoogle и отправила в отставку её прежнюю форму. Изначально выпуск не включал в себя установленный чат-виджет. Была внедрена левая панель вместо закладок, управление было передано виджетам. Заявленной целью была подготовка к внедрению OpenSocial, переход к элементам canvas, что немаловажно.
17 октября InformationWeek сообщили о «вокале группы пользователей», недовольным изменениями. Они обращали внимание, что многие пользователи не хотят перемен, от которых они не могут отказаться, и также что это главная проблема с облачным ПО в качестве служб провайдера.
Возможность восстановить оригинальный макет с вкладками была найдена путём присоединения ?gl=all в конце адреса URL iGoogle. 4 июня 2009 Google устранил этот обходной путь. Через несколько дней был найден ещё один обходной путь. Изменением конца URL на ?hl=all восстанавливался прежний вид с вкладками, хотя отсутствовали некоторые ссылки вверху, например «Карты» и «больше». 18 ноября 2009 способ был опять ликвидирован.